# Nosotros somos los muertos
Nosotros Somos Los Muertos (también conocida por sus siglas, NSLM) fue una revista española de cómic alternativo editada desde Palma de Mallorca por Max y Pere Joan entre 1995 y 2007. En una época de crisis, se caracterizó por presentar a algunos de los autores más renovadores del momento, tanto españoles como extranjeros.

## Trayectoria editorial
Fue en 1993, ya bastante alejado de la industria, cuando Max se autopublicó en forma de fanzine la historieta Nosotros somos los muertos, un duro relato sobre la guerra en los Balcanes, que vendió él mismo en el Saló del Còmic de Barcelona.
En 1995, Max y Pere Joan lanzan una revista periódica con el mismo título, la cual aguantaría, con el apoyo de Camaleón Ediciones, hasta finales de 1999, en que publicaron el número doble #6/7. En esta primera etapa, presentaron obras de autores nacionales como Federico del Barrio, María Colino, Alex Fito, Manel Fontdevila, Miguel Ángel Gallardo, Micharmut, Albert Monteys, Javier Olivares, Alberto Vázquez, Alfonso Tamayo, Sento o Santiago Sequeiros, y extranjeros, como David B., Julie Doucet, Lorenzo Mattotti, David Mazzucchelli, Lewis Trondheim o Chris Ware. 
A finales de 2003, reanudaron la edición de la revista, en un formato mayor y con una periodicidad semestral (los números 8 y 9 salieron en noviembre y mayo) y a través el sello Inrevés. 
A partir del número 12 y hasta su cancelación con el número 15 contaría con el apoyo económico de Ediciones Sins Entido. En esta etapa publicaron historietas cada vez más experimentales y vanguardistas de autores nacionales como Darío Adanti, José Luis Ágreda, Paco Alcázar, Miguel Brieva, Santiago García o Keko, y extranjeros como Art Spiegelman o Dave Cooper, además de los mencionados anteriormente.

## Premios
- 2005 Premio Punt Vermell de la Asociación de Artistas Visuales de Baleares;
- 2006 Premio del Diario de Avisos a la mejor revista el año pasado.